# École de guerre de Kinshasa
 (janvier 2025).
L’École de guerre de Kinshasa (EGK) est un  établissement de formation des officiers supérieurs des Forces armées de la république démocratique du Congo (FARDC),. Elle a été créée en 2021 par Félix Tshisekedi, président de la république démocratique du Congo (RDC) et Commandant Suprême des FARDC. Elle est installée à Kinshasa et a été édifiée grâce à la coopération militaire entre la RDC et la France.

## Histoire
L’École de Guerre de Kinshasa (EGK) est une école militaire de haut niveau, inaugurée au mois de janvier 2021, par le président Félix Tshisekedi, Président de la République Démocratique du Congo,. Cette école s’adresse à des officiers supérieurs, titulaire du Diplôme d’État-Major, et disposant déjà d’une solide expérience professionnelle. Elle dispense une formation d’enseignement général et d’enseignement opérationnel, du niveau opératif (théâtre d’opération), afin de préparer les cadres de haut niveau à exercer des responsabilités de commandement dans les états-majors organiques et opérationnels,,.

## Mission, but et objectif
L'école de guerre de Kinshasa a pour mission de préparer les officiers supérieurs militaires à l'exercice de responsabilité de commandement et de direction où s’élabore et s’exécute la politique de défense et de sécurité.
Cette École de Guerre a pour but de former des futurs cadres des Forces armées de la République démocratique du Congo (FARDC) . La première promotion accueille 25 stagiaires notamment de la force navale, de la force aérienne des FARDC ainsi que de la police nationale congolaise de janvier à juillet 2021. Sur le plan régional, EGK accueillera aussi des stagiaires étrangers qui seront admis selon les textes en la matière. C’est une école de troisième degré qui accueillera aussi les gradés du Collège des Hautes Études de Stratégies et de Défense (CHESD),,.
La création de cette école correspond à un objectif et un besoin précis sur l'enseignement dispensé au sein de cet établissement qui est consacré à l'art opératif avec l’apprentissage et le perfectionnement des connaissances relatives aux méthodes de planification et de conduite des opérations militaires. Le but est d’offrir un cadre à des jeunes officiers supérieurs sélectionnés parmi les FARDC et la PNC pour bénéficier d’une formation de qualité,

## Équivalents
Outre l'Académie de guerre de Prusse, d'autre académies militaires équivalentes ont existé en Bavière, l'Académie bavaroise de guerre fondée en 1867 à Munich et fermée le 1er août 1914, pour l'armée ottomane (le Collège impérial d'état-major d'Istanbul, fondé en 1848), l'armée austro-hongroise (la k.u.k. Kriegsschule de Vienne, fondée en 1852), l'armée russe (l'École militaire d'état-major Nicolas de Saint-Pétersbourg, fondée en 1855), l'armée britannique (le Staff College de Camberley, fondé en 1858), l'armée française (l'École supérieure de guerre de Paris, fondée en 1876) et l'armée américaine (le Command and General Staff College de Fort Leavenworth, fondé en 1946), qui toutes s'inspiraient du modèle prussien.
Cette école congolaise a été créée en partenariat avec la coopération militaire française, en s’inspirant de l’Ecole de Guerre de Paris et de sa déclinaison africaine, l’Ecole Supérieure Internationale de Guerre (ESIG) de Yaoundé au Cameroun 
Elle accueille des stagiaires congolais de la Force Terrestre (FT), de la Force Aérienne (FAé), de la Force Navale (FN) et de la Police Nationale Congolaise (PNC), mais aussi, depuis la 2e promotion, des stagiaires étrangers. La scolarité dure 10 mois et demi.

## Les promotions
Déjà l'école de guerre de Kinshasa "EGK", est à sa 4e promotion déjà terminée depuis son inauguration par le Chef de l'Etatt Félix Tshisekedi :
- La 1re promotion : 2020 - 2021
- La 2e promotion : 2021 - 2022
- La 3e promotion : 2022 - 2023
- La 4e promotion : 2023 - 10 juillet 2024[11]
- La 5e promotion : 2024 - 2025